# 黄色王子
《黄色王子》（乌克兰语：Жовтий князь，罗马化：Zhovtyi kniaz）是乌克兰作家瓦西尔 巴尔卡于1963年创作的小说。这部作品深刻描绘了1932-1933年间乌克兰民族所遭受的"霍洛多摩尔"（Holodomor）大饥荒种族灭绝悲剧。

## 创作历程
1943年，巴尔卡在德国难民营期间开始记录个人回忆与目击者证词，后于1950年在纽约对这些资料展开系统整理。关于如何呈现这场大饥荒——采用诗歌、戏剧抑或小说形式，他进行了长达25年的构思。作者坦言："所有素材最初杂乱无章，直到构建出情节的'工作原型'——这是一个真实家庭的命运史诗。"此后，巴尔卡对六百页《黄色王子》手稿进行了四轮彻底修订，并完成全文重写。
书名典出《圣经·启示录》6:8中"骑在灰黄马上（'苍白'即灰黄色）的死亡骑士"意象。

## 创作背景
这部小说基于瓦西尔·巴尔卡对1932-1933年苏联政府策划的乌克兰种族灭绝事件的个人记忆。尽管巴尔卡本人当时并未亲历那个村庄，但他完整保存记录了其兄长一家遭受饥荒折磨的过程。此后二十五年间，他持续收集关于"霍洛多摩尔"大饥荒的见证记录，最终凝练成这部具有宏大文学概括力的作品。
巴尔卡通过卡特兰尼克（Katrannyk）家族的悲剧折射出整个乌克兰民族的灾难，全家仅幼子安德里科（Andriyko）幸存—这正是那个年代最典型的悲剧缩影。作者以震撼人心的细节描绘这个家庭的生存图景，但所有角色始终坚守着人性的道德准则。即便米隆·达尼洛维奇濒临饿死，他也始终没有向暴徒们泄露教堂圣杯的藏匿处。
而年幼的安德里科，在生死关头仍将最后的面包分给素不相识的垂死妇人。这一情节与历史记载中无数饥荒见证者描述的善举遥相呼应。
小说最终以充满希望的黎明作结——新的一天正降临这片土地。
1963年"自由电台"纪念大饥荒30周年时，播出了巴尔卡关于《黄色王子》的讲话：
"这部小说讲述1932-1933年间一个家庭的故事，那座由白变黑最终化作棺材的农舍。这个家庭的命运，实则映射着整个乌克兰在饥荒中的垂死挣扎——我们正在纪念这场灾难三十周年。"
"故事基于个人记忆和多年收集的细节史料，集中呈现了那个恐怖年代最具代表性的场景。小说包含三重叙事维度：第一重是完全写实的家庭悲剧，记录他们为寻找粮食而跋涉时与外部世界的冲突；第二重是心理维度，展现饥饿导致的异常精神变异——垂死者虽对除食物外的一切漠然，但多数人仍保留着心底最后的人性光辉，他们比那些制造饥荒并在民族苦难中安逸度日者更高贵；第三重是形而上的灵性维度，揭开物质世界帷幕后那个与天堂和人类为敌的恐怖幽冥之境，这里记载着人类灵魂与宿敌进行灵界战争的篇章。"
"在这场斗争中，整个民族正经历着最严峻的考验。"
在生命最后的时光里，巴尔卡怀着难以完成的预感，仍以近乎疯狂的状态赶写第二卷。打字员博格丹娜·蒙恰克回忆道，作者仅来得及校阅了第二卷的首章。然而这未竟之作的艺术价值丝毫不减——其对人性的心理剖析与形而上学思考的深度，甚至超越了第一卷的成就。
巴尔卡在其他作品（尤其是诗歌）中同样探索大饥荒主题，常将圣经叙事与历史悲剧交织：
"向日葵在祈祷：云中雷声诵读圣经...白杨低语：以赛亚啊，你的哭号多么可怖！"
"向日葵在祈祷。饥荒；母亲杀死婴孩...白杨哭喊：以赛亚啊，我的乐园何等壮阔！"

## 主要人物
米隆·达尼洛维奇·卡特兰尼克 - 达莉娅的丈夫
达莉娅·奥列克桑德莉芙娜·卡特兰尼克 - 米隆的妻子
米科拉·米罗诺维奇·卡特兰尼克 - 达莉娅与米隆的长子
奥莲娜·米罗妮芙娜·卡特兰尼克 - 达莉娅与米隆的女儿
安德里·米罗诺维奇·卡特兰尼克 - 达莉娅与米隆的幼子
哈里季娜·赫里霍莉芙娜·卡特兰尼克 - 米隆的母亲

## 出版历程
小说第一卷（作者自称为中篇小说）于1963年由"Suchasnist"出版社在纽约-慕尼黑首次发行。出版之际，作者向乌克兰的苏联作家群体发出公开信：
"1933年，我们千万血肉至亲的兄弟姐妹——那些孕育我们的同胞，在遭受蔑视与恐惧中，被组织化、制度化的饥荒战车碾碎。但请扪心自问：为何我们仍被禁止提及那千万受难的民族亡魂？沉默！我们理解且不苛责：因为这是禁令。当为饥荒受难者发声仍被禁止时，至少请阅读这位作家用毕生代价换来的血泪叙事。"
1968年，美国乌克兰妇女联盟在纽约再版该作。1981年，法国伽利玛出版社（Gallimard）推出奥莉娅·亚沃尔斯卡翻译的法文版《黄色王子》（Le Prince jaune），并附有法籍乌克兰作家彼得罗·拉维奇的序言。德文版则以《Der Gelbe Fürst》（黄色亲王）之名问世。
在乌克兰本土，该作直至1991年才由"第聂伯"出版社出版，由科学院院士米科拉·茹林斯基作序。苏联解体后，巴尔卡作品被列入中学语文课程。但维克托·亚努科维奇执政期间，教育部以"文学价值不足"为由，要求用其他回避1932-1933年种族灭绝的文本替代。
根据小说改编的影片《饥荒-33》由奥列斯·扬丘克在杜甫仁科电影制片厂摄制。1991年12月全民公投前夕，该片与戈尔巴乔夫威胁"血流成河"的讲话同步在乌所有电视台通宵播放，对民众投票支持独立的抉择产生重大影响。

## 评价
法国伽利玛出版社推出《黄色王子》后，当地媒体评论精选：
《艺术新闻》："一部杰作。一部骇人之作...这部伟大的悲剧作品值得所有人拜读"；
《洛林共和报》："七百万乌克兰人死于迫害与饥饿...这本书如此震撼，即使最坚硬的心也会为之颤动"；
《新法兰西杂志》："乌克兰各界应当联名推荐这位语言大师角逐诺贝尔文学奖"。
在美国，农业部长将该作称为"研究苏联农业政策史的核心文献之一"。

## 译本情况
该小说已被译为：
• 法语（1981年）
• 俄语（1991年杂志版/2001年单行本）
• 德语（2009年）
• 意大利语（2017年）
• 马其顿语（2023年）